# 納家米吉
納家 米吉（なや よねきち、1914年7月15日 - 1941年4月3日）は、和歌山県出身のプロ野球選手（投手、外野手）。 

## 来歴・人物
1914年に和歌山市で生まれた。雄小学校から和歌山高等小学校に進み、和歌山中学に進学した。和歌山中学で活躍していたが浪華商業学校にスカウトされる。浪華商時代は甲子園に合計4度出場（第9回選抜中等学校野球大会、第10回選抜中等学校野球大会、第19回全国中等学校優勝野球大会、第11回選抜中等学校野球大会）。昭和9年春の選抜では準決勝で享栄商・近藤金光と二日間にわたる投げ合いの末4対2で下し、同校初の決勝進出。決勝戦では東邦商(現･東邦高校)の立谷順一投手(早稲田大学)との投手戦となり､0対0のまま延長戦に突入。延長10回自らのランニング本塁打で先制するも、走塁の疲れで裏に2点を奪われサヨナラ負けを喫した。この大会で納家は本塁打賞・優秀選手賞・ファインプレー賞を受賞した。
浪華商を卒業後は法政大学野球部へ進学。1938年秋季シーズンに南海軍へ入団するも9試合に出場したのみで、間もなく兵役で戦地に赴くことになった。法政大学時代から親しかった鶴岡一人によると中支で戦死したという。享年26。
東京ドーム敷地内にある鎮魂の碑にその名が刻まれている。

## 詳細情報

### 年度別打撃成績
| 年 度     | 球 団     | 試 合 | 打 席 | 打 数 | 得 点 | 安 打 | 二 塁 打 | 三 塁 打 | 本 塁 打 | 塁 打 | 打 点 | 盗 塁 | 盗 塁 死 | 犠 打 | 犠 飛 | 四 球 | 敬 遠 | 死 球 | 三 振 | 併 殺 打 | 打 率 | 出 塁 率 | 長 打 率 | O P S |
| --------- | --------- | ----- | ----- | ----- | ----- | ----- | -------- | -------- | -------- | ----- | ----- | ----- | -------- | ----- | ----- | ----- | ----- | ----- | ----- | -------- | ----- | -------- | -------- | ----- |
| 1938秋    | 南海      | 9     | 23    | 21    | 1     | 2     | 0        | 0        | 0        | 2     | 0     | 0     | --       | 0     | --    | 2     | --    | 0     | 7     | --       | .095  | .---     | .095     | .---  |
| 通算：1年 | 通算：1年 | 9     | 23    | 21    | 1     | 2     | 0        | 0        | 0        | 2     | 0     | 0     | --       | 0     | --    | 2     | --    | 0     | 7     | --       | .095  | .---     | .095     | .---  |

### 背番号
- 8 （1938年）